# Hvozdná
Hvozdná település Csehországban, a Zlíni járásban. Hvozdná Veselá, Březová, Ostrata, Zlín és Slušovice településekkel határos. Lakosainak száma 1312 fő (2024. január 1.).

## Népesség
A település lakosságának változását az alábbi diagram mutatja:
| Lakosok száma | 671  | 800  | 857  | 1182 | 1024 | 1187 | 1265 | 1286 | 1299 | 1312 |
|               | 1869 | 1900 | 1921 | 1961 | 1980 | 2011 | 2016 | 2019 | 2021 | 2024 |